# Liste der Monuments historiques in Yèvres-le-Petit
Die Liste der Monuments historiques in Yèvres-le-Petit führt die Monuments historiques in der französischen Gemeinde Yèvres-le-Petit auf.

## Liste der Immobilien
| Bezeichnung       | Beschreibung            | Standort                 | Kennzeichnung | Schutzstatus | Datum | Bild           |
| ----------------- | ----------------------- | ------------------------ | ------------- | ------------ | ----- | -------------- |
| Kirche St-Laurent | aus dem 16. Jahrhundert | Rue Saint-Laurent (Lage) | PA00078326    | Inscrit      | 1991  | weitere Bilder |

## Liste der Objekte
| Bezeichnung      | Beschreibung                                        | Standort                        | Kennzeichnung | Schutzstatus | Datum | Bild |
| ---------------- | --------------------------------------------------- | ------------------------------- | ------------- | ------------ | ----- | ---- |
| Kruzifix         | Holz, farbig gefasst, 17. Jahrhundert               | in der Kirche St-Laurent (Lage) | PM10003695    | Inscrit      | 1983  |      |
| Tabernakel       | Holz, farbig gefasst und vergoldet, 17. Jahrhundert | in der Kirche St-Laurent (Lage) | PM10003618    | Inscrit      | 1983  |      |
| Kirchenfenster   | aus dem 16. Jahrhundert                             | in der Kirche St-Laurent (Lage) | PM10002994    | Classé       | 1913  |      |
| Weihwasserbecken | Gusseisen, 17. Jahrhundert                          | in der Kirche St-Laurent (Lage) | PM10003708    | Inscrit      | 1983  |      |